# 萊爾足球俱樂部
萊爾足球俱樂部（Rhyl Football Club）是威爾士的一家足球俱樂部。球隊創建於1879年。它于2020年4月退出足球活动，并于2021年10月正式解散。
主場位於萊爾的Belle Vue球場，可以容納3,000人觀眾。

## 外部連結
- 官方网站